# Adelheid Arndt
Adelheid Arndt (Heidelberg, 6 janvier 1952) est une actrice allemande. 

## Filmographie
- 1986 : Rosa Luxemburg